# 보안관찰
보안관찰(保安觀察)은 특정 범죄에 대하여 재범의 위험성을 예방하고 건전한 사회복귀를 촉진하기 위하여 보안관찰처분을 함으로써 국가의 안전과 사회의 안녕을 유지함을 목적으로 하는 대한민국의 법이다.
박정희 유신 체제에서 제정된 사회안전법의 대체법인 보안관찰법에 의한 것으로서 노태우 정부 시절인 1989년 6월부터 시행됐다.
특정범죄, 즉  ①형법 상의 내란·외환죄 ②군 형법 상의 반란·이적죄 ③국가보안법 상의 반국가단체구성죄, 목적수행죄, 자진지원·금품수수죄, 잠입·탈출죄, 찬양·고무죄, 회합·통신죄, 편의제공죄를 범하여 3년이상의 형을 선고 받고 그 집행을 받은 사실이 있는 사람을 대상으로 검사의 요청을 받은 법무부 보안관찰처분심의위원회의 심의를 거쳐 재범의 위험성을 예방하고 건전한 사회복귀를 촉진하기 위해 하는 처분을 말한다. 그러나 보안관찰 대상자는 3개월마다 주요 활동내역, 여행지, 만난 사람·일시·장소 등을 관할 경찰서에 신고해야 하며 이러한 의무사항을 지키지 않으면 2년 이하의 징역 또는 100만원 이하의 벌금형을 받을 수 있을 뿐만 아니라 보안관찰처분심의위원회는 2년마다 보안관찰처분 갱신 여부를 결정할 수 있어 진보적 시민단체를 중심으로 하여 보안관찰이 신체의 자유, 거주 이전의 자유, 표현의 자유 등의 기본권을 침해할 소지가 다분하다는 비판이 제기되고 있다. 2013년 기준으로 보안관찰 처분대상자는 2000여명, 보안관찰 대상자는 40명으로 추정된다.
국가인권위원회도 1차·2차 국가인권정책기본계획 권고안(2007~2011·2012~2016)에서 “보안관찰처분은 위법행위로 이미 처벌받은 사람들에 대해 재범행위로 인한 처분이 아닌, 재범의 위험성이라는 내심을 추정해 불이익을 가하는 것”이라며 “재범 위험성에 대한 자의적 판단과 행정처분 형식의 결정으로 오용의 가능성 크다”고 하였으나, 보안관찰 대상자가 청구한 헌법소원심판 사건에서 헌법재판소는 보안관찰법이 자유민주적 기본질서 유지와 북한 공산주의자들과 대치하는 현실적 상황 등을 고려한 것"이라며 합헌 결정을 내렸다.

## 판례
- 보안관찰은 신고의무 외에 별다른 의무나 제한을 가하지 않고 최소한의 자유제한적 의무만을 부과하고 있기 때문에 행정상 의무부과에 가깝다.[2]